# Polona Batagelj
Polona Batagelj, slovenska kolesarka, * 7. junij 1989, Šempeter pri Gorici.
Polona Batagelj je za Slovenijo nastopila na dveh OI. Na kolesarskem delu Poletnih olimpijskih iger 2012 v London je na cestni dirki osvojila dvaindvajseto mesto, na naslednjih leta 2016 v Riu pa 32. mesto. 
Med leti 2010 in 2018 je devetkrat zapored postala slovenska državna prvakinja na cestni dirki.
Doma je iz Ajdovščine. Trenirati in tekmovati je začela v gorskem kolesartvu, v klubu MBK Črni Vrh (Hidria). Na dirki mladink nastopila na svetovnem prvenstvu 2008 in osvojila 15. mesto. Hkrati je v sezoni 2008 trenirala na cestnem kolesu in tekmovala na evropskem prvenstvu in svetovnem prvenstvu 2008. V dresu italijanske ekipe Menikini-Selle Italia-Master Colors je nastopila na dveh profesionalnih etapnih dirkah: Tour Féminin en Limousin in Tour de Ardèche. 
Od 2009 se posvetila samo cestnem kolesarjenju. Sezono 2009 je nastopala za amatersko italijansko ekipo Pedale Castellano. 
Med leti 2010 in 2018 je tekmovala kot profesionalna kolesarka. Dve sezone in pol (2010, 2011, 2013) za ekipo Bizkaia–Durango, prvo polovico 2012 Diadora Pasta Zara, ki je zapustila junija 2012 in začela tekmovati za slovensko amatersko ekipo Polet Garmin. Med leti 2014 in 2018 je pet sezonc članica kluba BTC City Ljubljana.  
Na cestni dirki na svetovnem prvenstu je zabeležila 11 štartov. Najvišje rezultat je dosegla z 27. mestom leta 2017.  
Hkrati je študirala pravo na Evropski pravni fakulteti v Novi Gorici. Leta 2012 je diplomirala, 2015 pa magistrirala. Trenutno vpisana na doktorski študij. 
Od sezone 2019 dela kot pomočnica športnega direktorja (Gorazd Penko) pri ekipi BTC City Ljubljana. 